# Топчулар (квартал на Истанбул)
„Топчулар“ (на турски: Topçular) е квартал на Истанбул, разположен в градска околия Еюпсултан. Общата му площ е 1,7 км2. Според данни на Адресната система за регистриране на населението (ABPRS) към 2024 г. населението на „Топчулар“ е 5142 жители.